# Direzione la vita
Direzione la vita è un singolo della cantante italiana Annalisa, pubblicato il 13 ottobre 2017 come primo estratto dal sesto album in studio Bye Bye.

## Descrizione
Il brano è stato scritto dalla stessa Annalisa insieme a Davide Simonetta e al rapper Raige e prodotto da Michele Canova Iorfida, quest'ultimo alla prima collaborazione con la cantante.

## Video musicale
Il videoclip, diretto da Mauro Russo, è stato pubblicato il 19 ottobre 2017 attraverso il canale YouTube della Warner Music Italy.

## Tracce
1. Direzione la vita – 3:29

## Classifiche
| Classifica (2017) | Posizione massima |
| ----------------- | ----------------- |
| Italia            | 43                |